# Venmo
Venmo ist ein Mobile-Payment-Service von PayPal.

## Funktionsweise
Mit der App können angemeldete Nutzer untereinander Geldbeträge senden und empfangen sowie Einkäufe bezahlen. Nutzer können beispielsweise Rechnungen untereinander aufteilen (z. B. für Kinotickets oder eine Taxifahrt). Die App setzt auf typische Social-Media-Elemente, so können über einen News-Feed Transaktionen im eigenen Netzwerk und öffentlich geteilt werden und mit Details, wie z. B. Emojis und Witzen, versehen werden.
Venmo ist bislang nur für Nutzer in den USA verfügbar.

## Kritik zum Datenschutz
Datenschützer kritisieren, dass ein Venmo-Benutzer in den Standardeinstellungen einwilligt, Transaktionen und dazugehörige Informationen über die Venmo-API zu teilen. Um die Problematik dieser Standardeinstellung zu demonstrieren, baute die Sicherheitsforscherin Hang Do Thi Duc die Webseite publicbydefault.fyi, auf der sie auf das Problem aufmerksam macht und zeigt, wie man die Daten selbst über die API beziehen kann.
Mithilfe der Transaktionsinformationen ist es möglich, Informationen zu extrahieren, die User an Transaktionen anhängen können. So soll es unter anderem möglich gewesen sein, Cannabisdealer zu erkennen.
Um noch mehr Aufmerksamkeit auf die Problematik zu lenken, veröffentlichte der Informatikstudent Dan Salmon über sieben Millionen öffentliche Transaktionen von Nutzern der Venmo-App in einer Datenbank, die er auf GitHub hochlud.